# Mușchi intraoculari
Mușchii oculari intrinseci sau mușchii intraoculari sunt mușchii din interiorul structurii ochiului. Ei sunt responsabili de ajustarea formei cristalinului și a dimensiunii pupilei, fiind diferiți de mușchii extraoculari⁠(d) care se află în afara ochiului și controlează mișcarea exterioară a ochiului.

## Tipuri de mușchi
Există trei mușchi oculari intrinseci: mușchiul ciliar, mușchiul sfincter al pupilei⁠(d) (sfincter pupilar) și mușchiul dilatator al pupilei⁠(d) (dilatator pupilar). Toți trei sunt mușchi netezi⁠(d).
Mușchiul ciliar este atașat de fibrele zonulare⁠(d), iar fibrele zonulare sunt ligamentele suspensoare ale cristalinului. Mușchiul ciliar controlează acomodarea⁠(d) prin modificarea formei cristalinului pentru a putea vedea un obiect din apropiere până în depărtare.
Mușchiul sfincter al pupilei și mușchiul dilatator al pupilei controlează irisul pentru a ajusta dimensiunea pupilei și a controla astfel cantitatea de lumină care intră în ochi. Mușchiul dilatator al pupilei mărește diametrul pupilei și este dispus radial, în timp ce mușchiul sfincter al pupilei este responsabil pentru constricția diametrului pupilei și înconjoară pupila. Dilatarea pupilară se numește și midriază, iar constricția pupilei se mai numește mioză.